# Chrysoperla brevicollis
Chrysoperla brevicollis is een insect uit de familie van de gaasvliegen (Chrysopidae), die tot de orde netvleugeligen (Neuroptera) behoort. 
Chrysoperla brevicollis is voor het eerst wetenschappelijk beschreven door Rambur in 1842.